# Jason Wiles
Jason Austin Wiles (født 25. april 1970) er en amerikansk skuespiller og komiker. Wiles mest kendte roller er i to tv-serier, som Colin Robbins i Beverly Hills 90210 og som Maurice Boscorelli i Aftenvagten